# Budziszyn (Mazovië)
Budziszyn is een plaats in het Poolse district  Grójecki, woiwodschap Mazovië. De plaats maakt deel uit van de gemeente Chynów en telt 100 inwoners.